# Edmund Gettier

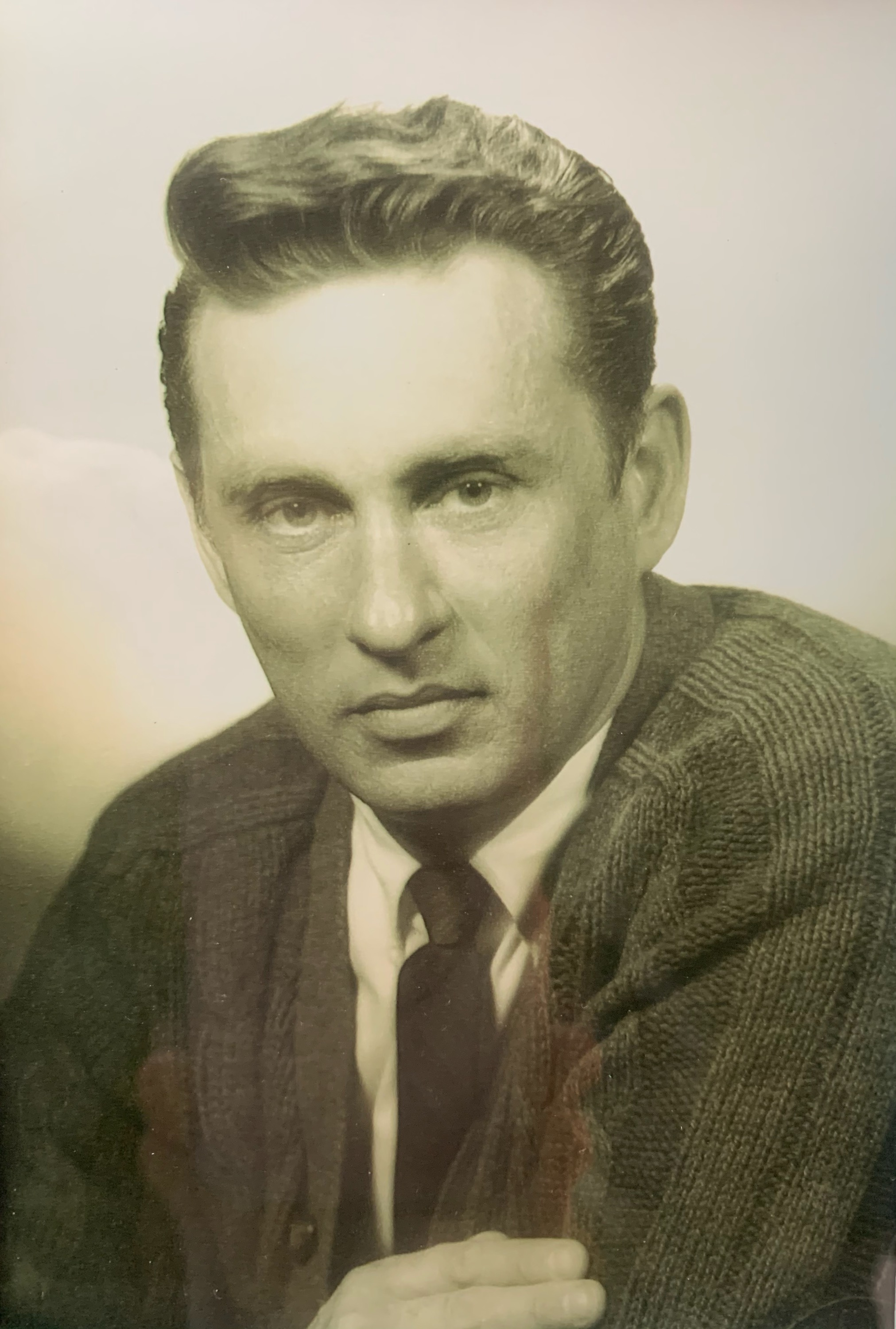
Edmund Gettier (1960er Jahre)

Edmund L. Gettier III (* 31. Oktober 1927 in Baltimore, Maryland; † 23. März 2021) war ein US-amerikanischer Philosoph und Professor an der University of Massachusetts Amherst. Er wurde vor allem durch einen dreiseitigen Aufsatz aus dem Jahre 1963 mit dem Titel Is Justified True Belief Knowledge? bekannt. In diesem Aufsatz formulierte er das nach ihm benannte Gettier-Problem.

## Werdegang
Er erwarb 1949 seinen B.A. an der Johns Hopkins University und 1961 seinen Doktortitel (Ph.D.) an der Cornell University.
Neben dem „konventionellen“ Sprachphilosophen Max Black war auch der Wittgensteinianer Norman Malcolm sein Mentor. Gettier selbst war ursprünglich angezogen von den Ansichten des späten Ludwig Wittgenstein. Seinen ersten Lehrauftrag erhielt er von 1957 bis 1967 an der Wayne State University in Detroit, Michigan – unter anderem neben Keith Lehrer, R.C. Sleigh und Alvin Plantinga. In den Jahren 1964–65 erhielt er ein Mellon-Postdoktorandenstipendium an der Pittsburg State University. Im Jahr 1967 wurde er an der University of Massachusetts Amherst eingestellt. 1972 wurde er zum ordentlichen Professor befördert und blieb für den Rest seiner Karriere an der University of Massachusetts Amherst. 2001 ging er in den Ruhestand. In den letzten Jahren seines Lebens war er gesundheitlich angeschlagen und starb am 23. März an Komplikationen, die durch einen Sturz verursacht worden waren.

## Werk
Weil er wenig veröffentlicht hatte, drängten ihn seine Kollegen, wenigstens so viel zu schreiben, dass die Verwaltung zufrieden sei. Das Ergebnis war ein dreiseitiger Aufsatz – einer der bekanntesten in der Geschichte der modernen Philosophie.
In seinem Aufsatz fordert Gettier die klassische Definition des Wissens heraus, die schon in Platons Dialog Theaitetos erörtert worden war. In dem Dialog wurde die Begriffsbestimmung des Wissens „wahre Meinung mit Erklärung (Begründung)“ vorgeschlagen, untersucht und als unzulänglich befunden. Diese Definition wurde aber dennoch im 20. Jahrhundert von vielen Philosophen in den USA akzeptiert, vor allem von dem Epistemologen Clarence Irving Lewis und dessen Schüler Roderick Chisholm. Gettiers Aufsatz wies diesen Ansatz zurück, nachdem diese klassische Definition auch schon (in allgemeinerer Weise) in den Werken von Ludwig Wittgenstein in Frage gestellt worden war. Später fand man ein ähnliches Argument auch in Werken von Bertrand Russell.
Niemand war von der Reaktion auf sein Papier mehr überrascht als er selbst. Er selbst hat sich nie ernsthaft mit Versuchen befasst, das Gettier-Problem zu „lösen“, obwohl er 1970 zwei Vorträge über Wissen gehalten hat. Nach seinem Wechsel an die University of Massachusetts Amherst widmete er seine philosophische Energie der Logik und Semantik, insbesondere der Modallogik und der Semantik propositionaler Einstellungen. Später in seiner Karriere entwickelte er ein ernsthaftes Interesse an Metaphysik, insbesondere an der Metaphysik der Modalität. Aber seine Interessen konnten sich nicht auf einige wenige Bereiche beschränken. Er war ein Liebhaber philosophischer Rätsel, wo immer er sie fand.

## Publikation
- Bertrand Russell's theories of belief. Cornell University, Hochschulschrift 1961.
- Is Justified True Belief Knowledge?. In Analysis, Volume 23 (1963), S. 121–123. Online verfügbar: Is Justified True Belief Knowledge?